# Böszörményi Sándor
Böszörményi Sándor, családi nevén Bugyi (Biharpüspöki, 1887. június 18. – Kolozsvár, 1966. január 29.) magyar jogász, gazdasági író.

## Életútja
Bölcsészeti tanulmányait a kolozsvári, bécsi, lipcsei, berlini és budapesti egyetemeken végezte, 1917-ben jog- és államtudományi doktorátust is szerzett Budapesten. Németországi tanulmányai idején híve lett a szocialista eszméknek. Háborús sebesülése után (1917) háborúellenes propagandát fejtett ki, ezért lefokozták. A Magyar Tanácsköztársaság közoktatásügyi népbiztosságában a felsőfokú oktatás reformjának előadója, majd tüzérparancsnok a vörös hadseregben.
A magyarországi fehérterror elől Romániába emigrált. A romániai Gyáriparosok Országos Szövetsége (UGIR) kolozsvári kerületének munkaügyi tanácsosa, majd titkára és igazgatója. Tevékeny szerepe volt az erdélyi ipari üzemek alapításában. 1940 után megszervezte az Erdélyi Gyáriparosok Szövetségét (EGYOSZ). 1945-ben tagja lett a Román Kommunista Párt (RKP) Kolozsvár tartományi titkársága mellett működő gazdasági bizottságnak; rövidebb ideig gazdasági tanácsos a Magyar Népi Szövetség (MNSZ) kolozsvári végrehajtó bizottsága keretében.
Első írása A Balassa-comoediáról című füzet (Budapest, 1909). Az UGIR keretében kifejtett tevékenységének eredményét tükrözi Relațiile muncitorești și așezămintele noastre de asigurări sociale című írása (A munkásviszonyok és társadalombiztosítási intézményeink. A kolozsvári Kereskedelmi és Iparkamara kiadásában 1927-ben megjelent Industria și Bogățiile Naturale din Ardeal și Banat című műben).